# Erika González Briz
Erika González Briz es una bióloga, investigadora y activista española, coordinadora estatal de la organización ambientalista Ecologistas en Acción y representante del Observatorio de Multinacionales en América Latina (OMAL) de la Asociación Paz con Dignidad.    

## Trayectoria
Se licenció en Biología.  En 2000, comenzó su trayectoria como activista en la ONG Ecologistas en Acción, en el área de antiglobalización, paz y solidaridad, coordinando el área de agua, cuya finalidad es la defensa de los ríos, acuíferos, humedales y del derecho humano al abastecimiento y saneamiento del agua. En 2006, se incorporó como investigadora al Observatorio de Multinacionales en América Latina (OMAL), un proyecto de la Asociación Paz con Dignidad para sensibilizar sobre las consecuencias y documentar la presencia de las multinacionales en América Latina, donde desarrolló labores de investigación.
En 2015, participó en la Plataforma del conocimiento del medio rural y pesquero del Ministerio de Agricultura, Pesca y Alimentación (MAPA) de España, donde investigó sobre las reservas naturales fluviales y la planificación hidrológica. En 2024, también dentro de MAPA, formó parte del Consejo Nacional del Agua. Al año siguiente, en 2025, se incorporó a la coordinación de Ecologistas en Acción junto a Sara Acuña Romero y Carmen Duce Díaz, siendo la primera ocasión en la que estaba compuesta íntegramente por mujeres.
Participó en la Campaña global "Desmantelemos el poder corporativo y pongamos fin a la impunidad" y ha realizado trabajos de investigación y publicaciones sobre transición justa, justicia climática, derechos humanos y empresas transnacionales. Además ha sido ponente en congresos y seminarios climáticos de instituciones como la Universidad de Cádiz y profesora del máster de Políticas y prácticas para un desarrollo humano sostenible de la Universidad Pablo de Olavide.

## Obra
- 2020 – Guía sobre el poder económico en Madrid: Grandes empresas y propuestas ecosociales. OMAL.[11]
- 2024 – Crisis del agua, conflictos y transición ecosocial. Con Santiago Martín Barajas. Dossieres EsF.[12]
- 2025 – Megaproyectos. Ofensiva corporativa global en tiempos de transición ecosocial. VVAA. Editorial Icaria. ISBN 978-84-10328-47-1.[13]